# Mary Jane Phillips-Matz
Mary Jane Phillips-Matz est une biographe et écrivain américaine née le 30 janvier 1926 à Lebanon (Ohio) et morte le 19 janvier 2013 à New York. Elle est principalement connue pour sa biographie de Giuseppe Verdi, résultat de trente ans de recherches et publiée en 1992. Elle vécut de nombreuses années en Italie où elle revint souvent, après son retour aux États-Unis au début des années 1970, passer ses étés à Busseto, la ville natale de Verdi, où elle poursuivit inlassablement ses recherches sur la vie du compositeur.

## Biographie
Mary Jane Phillips naît le 30 janvier 1926 à Lebanon (Ohio) de William Mason Phillips et Hazel Spencer Phillips. Sa mère est l'auteur de plusieurs livres sur l'histoire et le folklore de l'Ohio. Elle grandit à Dayton et découvre avec intérêt l'opéra lors des excursions familiales au zoo de Cincinnati où le prix d'entrée incluait une représentation de l'Opéra de Cincinnati (en) à l'intérieur du pavillon du zoo. Après avoir obtenu son diplôme de Bachelor en littérature médiévale et en histoire européenne moderne à la fin des années 1940 au Smith College et un Master à l'Université Columbia, elle commence une collaboration de cinquante ans avec le magazine Opera News. Elle épouse Charles Albert Matz Jr., un écrivain et historien de la littérature, en 1950, alors qu'elle est encore étudiante à Columbia et publie sous le nom de Mary Jane Matz jusqu'à ce que le couple divorce en 1977.
Son premier livre, Opera Stars In The Sun: Intimate Glimpses Of Metropolitan Personalities, qu'elle dédicace à ses parents, est publié en 1955. Les années 1960 voient la publication de deux autres livres, une biographie du philanthrope et mécène Otto Kahn et Opera: Grand and Not So Grand, une analyse de l'activité des opéras modernes qu'elle qualifie de « monstropera », contrastant, dans ce qu'elle perçoit comme une approche bourgeoise et déshumanisée, avec son passé de spectacle flamboyant et bien plus humain. Durant les années 1960 et le début des années 1970, elle vit à Venise avec sa famille, continuant ses recherches, écrivant et enseignant l'anglais aux employés du service maritime de la ville. Mary Jane et son mari deviennent amis avec Olga Rudge et Ezra Pound qui vivent dans les environs et présentent Ezra Pound à Gian Carlo Menotti, autre vieil ami. Dans le même temps, Phillips-Matz est aussi directrice générale, chargée de la collecte de fonds, et directrice des relations publiques du Festival des deux mondes de Menotti à Spolète,.
Elle retourne aux États-Unis et s'installe à Manhattan au début des années 1970. Elle passe cependant une partie de chaque année à Busseto, la ville natale de Giuseppe Verdi, où elle vit dans un ancien presbytère loué par la paroisse et d'où elle poursuit ses recherches exhaustives sur la vie du compositeur. Elle est l'une des fondatrices de l'American Institute for Verdi Studies à l'Université de New York en 1976 et en est la codirectrice avec Andrew Porter. Elle aide l'institut à acquérir au fil des ans des microfilms et des copies de correspondances et de documents relatifs à Verdi conservés dans les nombreuses collections en Italie, y compris celles du domaine de Verdi à Sant'Agata.
Sa biographie de 900 pages Verdi: A Biography est publiée par Oxford University Press au Royaume-Uni en 1992 et aux États-Unis l'année suivante. Elle est également publiée dans de multiples éditions et traduite en français et en espagnol. Elle remporte le prix du livre de la Royal Philharmonic Society en 1993 et le prix ASCAP Deems Taylor en 1994,. Edward Rothstein dans le The New York Times la qualifie d'« important biography" [which] "provides us with a more complicated portrait of the man than we have had so far. » (« importante biographie [qui] nous procure le plus complexe portrait de l'homme que nous ayons eu à ce jour. »). Le nouvel éclairage sur Verdi que donne le livre de Mary Jane Phillips-Matz prouve avec évidence que les racines familiales et les liens affectifs de Verdi se trouvaient davantage du côté de la Province de Plaisance que de celle de Parme, et que, loin d'être pauvre, son père possédait une quantité importante de terres et savait lire et écrire quand 90 % des Italiens étaient illettrés. De manière plus controversée elle présente des preuves démontrant que Giuseppina Strepponi a donné naissance à une fille en 1851 alors qu'elle était la maîtresse de Verdi des années avant leur mariage,. « L'enfant fut placée dans le tour des enfants abandonnés de l'Ospedale Maggiore de Crémone » puis confiée à l'attention d'une famille vivant à proximité du domaine de Sant'Agata.
La biographie des chanteurs d'opéra Rosa Ponselle et Leonard Warren suivent en 1997 et 2000, la dernière étant une commande de la Fondation Leonard Warren Foundation. Sa dernière œuvre majeure est une biographie de Giacomo Puccini, publiée en 2002. Elle continue à donner des conférences et écrit en 2005 un texte pour un livre commémorant le cinquantième anniversaire de l'Opéra national de Washington (en).
Mary Jane Phillips-Matz meurt le 19 janvier 2013 à son domicile de Manhattan, près du Verdi Square, peu avant son 87e anniversaire et 9 mois avant le bicentenaire de la naissance de Giuseppe Verdi. Elle laisse trois de ses cinq enfants : l'une de ses filles est morte d'un cancer à l'âge de cinq ans ; une autre a été tuée dans un accident de voiture en 1983,.

## Œuvre
Outre les ouvrages cités et ses articles pour Opera News, Mary Jane Phillips-Matz a régulièrement écrit des notes de programmes pour le Royal Opera House de Londres, des essais dans The Cambridge Companion to Verdi et The Puccini Companion, et des articles de fond pour Playbill. Elle a traduit et annoté pour le Metropolitan Opera les livrets des opéras de Giuseppe Verdi, Falstaff, Simon Boccanegra, I Lombardi alla prima crociata et Don Carlos.
- (en) Opera Stars In The Sun: Intimate Glimpses Of Metropolitan Personalities, 1955, Farrar, Straus & Cudahy (en)
- (en) The Many Lives of Otto Kahn, 1963, Macmillan Publishers (2e édition publiée en 1984, Pendragon Press)
- (en) Opera: Grand and Not So Grand, 1966, William Morrow and Company (en)
- (it) Verdi il grande gentleman del Piacentino, 1992, Banca di Piacenza (republié en 2013 pour marquer le bicentenaire de la naissance de Verdi)[14]
- (en) Verdi: A Biography, 1992, Oxford University Press, 1993, Fayard
- (en) Rosa Ponselle: American Diva, 1997, Northeastern University Press (en)[15]
- (en) Leonard Warren: American Baritone, 2000, Amadeus Press[16]
- (en) Puccini: A Biography, 2002, Northeastern University Press[17]
- (en) Washington National Opera, 1956–2006, 2005, Opéra national de Washington (en)